# Dean Cetrulo
Diaz Victor Cetrulo –conocido como Dean Cetrulo– (Newark, 24 de febrero de 1919-Bay Head, 9 de mayo de 2010) fue un deportista estadounidense que compitió en esgrima, especialista en la modalidad de sable. Participó en los Juegos Olímpicos de Londres 1948, obteniendo una medalla de bronce en la prueba por equipos.

## Palmarés internacional
| Juegos Olímpicos | Juegos Olímpicos      | Juegos Olímpicos  | Juegos Olímpicos  |
| Año              | Lugar                 | Medalla           | Prueba            |
| ---------------- | --------------------- | ----------------- | ----------------- |
| 1948             | Londres (Reino Unido) | Medalla de bronce | Sable por equipos |